# Rivod
Rivod de Cornouaille  connu également sous les noms de Riwod ou Rivodius, est un ancien prince celte légendaire de Cornouaille né en 472 et mort en 544.

## Famille
Selon la généalogie de la « Vita de Saint Mélar » connu par un manuscrit du XIIe siècle, Miliau (Miliaw) et Rivod (Riwod) sont les deux fils d'un certain Budik qui règne sur la Cornouaille.
Rivod a pour sœur aînée Derwela, suit son grand-frère Miliau puis pour plus jeunes frères, Amwn, Umbrafel & Iawn (le Juste qui emmena une partie du peuple Cornovii sur les terres de Bretagne armoricaine alors sauvages).

## Légende et tradition
Vers 531, ne pouvant être l'héritier, il assassine son frère aîné Miliau. Puis il devint régent, comte héréditaire et incommutable de Cornouailles. Sous prétexte que son neveu, Méloir était trop jeune, il prit le contrôle du royaume celte et essaya d'avoir sa tutelle, mais en vain.
Sa sœur aînée Derwela de Cornouailles, alors reine de Gwent par alliance, lui voua une haine féroce à cause non seulement du crime de lèse majesté que Rivod avait fomenté mais surtout pour le meurtre de Miliau, frère préféré de Derwela.
Sa soif de puissance l'amena à fomenter plusieurs attentats contre son neveu, dont les principaux détaillés par Arthur de la Borderie sont :
- une tentative d'empoisonnement par certains gouverneurs alliés, qui échoua car un geste de bénédiction du prince sur les aliments empoisonnés éradiqua les poisons ;
- l'envoi de soldats, à qui on avait ordonné de ramener la tête du prince. Le capitaine ému par la reine, fit couper la main droite et le pied gauche de Méloir, ceci pour qu'il ne puisse plus se battre et monter à cheval. De ce fait estropié, le prince dut abdiquer et céder sa place à son oncle Rivod.

Pour ces actes, Rivod fut traité de tyran par ses sujets ; en représailles il fit tuer le capitaine et sa compagnie, demanda sa reconnaissance en tant que roi ainsi que la tutelle de son neveu, mais le Conseil refusa. Malgré tout il réussit à comploter avec Kerialtant, alors tuteur du prince, en échange de tout ce que l'homme verrait du mont Scoci (terres et tout ce qui se trouve dessus). Après la trahison de sa femme Rarisis qui éloigna Méloir, Kerialtant réussit à retrouver la confiance de Méloir puis lors de la fin d'un repas, dans un auberge de Lanmeur, Justan, son fils, tua et décapita le prince.
Comme par malédiction Justan mourut pendant sa fuite, Kerialtant devint aveugle et mourut sur le mont Scoci.
Rivod, peu après, prit conscience de ses actes et éprouva des remords tels qu'il tomba malade et mourut trois jours plus tard vers 544.
Son cousin germain Budik II, lui succède en tant que Roi de Cornouailles, de Bretagne et des dernières terres celtes (brittoniques).